# Unité urbaine du Pont-de-Beauvoisin
L'unité urbaine du Pont-de-Beauvoisin est une unité urbaine française centrée sur les communes savoyardes de Domessin, Le Pont-de-Beauvoisin (Savoie) et Saint-Genix-les-Villages et isèroises d'Aoste et Le Pont-de-Beauvoisin (Isère).

## Données générales
En 2010, selon l'Insee, l'unité urbaine était une unité urbaine inter-départementale composée de treize communes, dont sept situées en Savoie, plus précisément dans l'arrondissement de Chambéry et six situées en Isère, plus précisément dans l'arrondissement de la Tour-du-Pin.
En 2020, à la suite d'un nouveau zonage, elle est toujours une unité urbaine inter-départementale composée de treize communes, mais en Savoie, deux communes ont été ajoutées au périmètre, Belmont-Tramonet et Saint-Genix-les-Villages et, en Isère, les communes de Saint-Albin-de-Vaulserre, Saint-Jean-d'Avelanne et Saint-Martin-de-Vaulserre ont été retirées et Aoste ajoutée. L'unité urbaine est maintenant composée de neuf communes situées en Savoie et quatre en Isère.
En 2022, avec 21 579 habitants, elle occupe le 35e rang dans la région Auvergne-Rhône-Alpes.
Le tableau suivant détaille la place de l'unité urbaine dans chacun des départements de l'Isère et de la Savoie en 2021 :
| Département | Communes | Communes (%) | Superficie (km²) | Superficie (%) | Population (2021) | Population (%) |
| ----------- | -------- | ------------ | ---------------- | -------------- | ----------------- | -------------- |
| Isère       | 4        | 0,8          | 44,39            | 0,6            | 9 284             | 0,72           |
| Savoie      | 9        | 3,3          | 72,38            | 1,2            | 12 090            | 2,73           |
| Total       | 13       |              | 116,77           |                | 21 374            |                |

## Composition de l'unité urbaine en 2020
Elle est composée des treize communes suivantes :
| Nom                      | Code Insee | Département | Statut       | Superficie (km2) | Population (dernière pop. légale) | Densité (hab./km2) | Modifier                                    |
| ------------------------ | ---------- | ----------- | ------------ | ---------------- | --------------------------------- | ------------------ | ------------------------------------------- |
| Aoste                    | 38012      | Isère       | ville-centre | 9,82             | 2 869 (2022)                      | 292                | modifier les données · modifier les données |
| Domessin                 | 73100      | Savoie      | ville-centre | 9,83             | 1 999 (2022)                      | 203                | modifier les données · modifier les données |
| Le Pont-de-Beauvoisin    | 38315      | Isère       | ville-centre | 7,36             | 3 582 (2022)                      | 487                | modifier les données · modifier les données |
| Le Pont-de-Beauvoisin    | 73204      | Savoie      | ville-centre | 1,83             | 2 106 (2022)                      | 1 151              | modifier les données · modifier les données |
| Saint-Genix-les-Villages | 73236      | Savoie      | ville-centre | 25,45            | 3 028 (2022)                      | 119                | modifier les données · modifier les données |
| Belmont-Tramonet         | 73039      | Savoie      | banlieue     | 5,46             | 512 (2022)                        | 94                 | modifier les données · modifier les données |
| La Bridoire              | 73058      | Savoie      | banlieue     | 6,18             | 1 206 (2022)                      | 195                | modifier les données · modifier les données |
| Dullin                   | 73104      | Savoie      | banlieue     | 5,31             | 493 (2022)                        | 93                 | modifier les données · modifier les données |
| Lépin-le-Lac             | 73145      | Savoie      | banlieue     | 5,11             | 466 (2022)                        | 91                 | modifier les données · modifier les données |
| Pressins                 | 38323      | Isère       | banlieue     | 10,10            | 1 181 (2022)                      | 117                | modifier les données · modifier les données |
| Romagnieu                | 38343      | Isère       | banlieue     | 17,11            | 1 732 (2022)                      | 101                | modifier les données · modifier les données |
| Saint-Alban-de-Montbel   | 73219      | Savoie      | banlieue     | 4,55             | 685 (2022)                        | 151                | modifier les données · modifier les données |
| Saint-Béron              | 73226      | Savoie      | banlieue     | 8,66             | 1 720 (2022)                      | 199                | modifier les données · modifier les données |

## Évolution démographique
| 1968   | 1975   | 1982   | 1990   | 1999   | 2010   | 2015   | 2021   |
| ------ | ------ | ------ | ------ | ------ | ------ | ------ | ------ |
| 12 877 | 12 882 | 13 731 | 14 282 | 15 246 | 19 984 | 20 978 | 21 374 |

#### Données générales
- Unité urbaine
- Aire d'attraction d'une ville
- Liste des unités urbaines de France

#### Données démographiques en rapport avec l'unité urbaine du Pont-de-Beauvoisin
- Aire d'attraction de Chambéry
- Aire d'attraction du Pont-de-Beauvoisin
- Arrondissement de Chambéry
- Arrondissement de La Tour-du-Pin

#### Données démographiques en rapport avec l'Isère et la Savoie
- Démographie de l'Isère
- Démographie de la Savoie